# 2013 a sportban
2013 a sportban a 2013-as év fontosabb sporteseményeit tartalmazza az alábbiak szerint:

## Események

### Január
- január 5–20. – 2013-as Dakar-rali, Peru, Argentína, Chile.
- január 14–27. – 2013-as Australian Open, Melbourne, Ausztrália.
- január 17–29. – Spanyolország ad otthont a 2013-as férfi kézilabda-világbajnokságnak.
- január 18–20. – A svédországi Malmőben rendezik a 2013-as rövidpályás gyorskorcsolya Európa-bajnokságot, ahol a magyar válogatott – a Liu Shaolin Sándor, Knoch Viktor, Béres Bence, Burján Csaba összeállítású férfi váltó által szerzett – bronzéremmel zárt, míg a női csapat döntőbe került, de csak negyedik lett; ugyanakkor egyéniben a nőknél Heidum Bernadett ötödikként, a férfiaknál Liu Shaolin kilencedikként végzett összetettben.[1]
- január 19. – A Dél-afrikai Köztársaság által rendezett labdarúgó afrikai nemzetek kupájának nyitónapja.
- január 21–27. – Zágrábban rendezik a 2013-as műkorcsolya- és jégtánc-Európa-bajnokságot.

### Február
- február 3. – Super Bowl XLVII, New Orleans.
- február 10. – A Dél-afrikai Köztársaságban rendezett labdarúgó afrikai nemzetek kupájának zárónapja.
- február 15–17. – 2013-as madridi műugró Grand Prix-verseny.[2]
- február 22–24.
  - 2013-as rostocki műugró Grand Prix-verseny.[3]
  - 2013-as junior rövidpályásgyorskorcsolya-világbajnokság a lengyelországi Varsóban.[4]

### Március
- március 8–10. – Debreceni rövidpályásgyorskorcsolya-világbajnokság.[5]
- március 17. – Formula–1 ausztrál nagydíj, Melbourne, az idény első futama.
- március 24. – Formula–1 maláj nagydíj, Kuala Lumpur.

### Április
- április 14. – Formula–1 kínai nagydíj, Sanghaj.
- április 15–21. – Az oroszországi Kazanyban rendezik meg a tornászok Európa-bajnokságát.[6]
- április 20. – A 2013-as snooker-világbajnokság nyitónapja.
- április 21. – Formula–1 bahreini nagydíj, Szahír.
- április 25–28. – Az Európai Cselgáncsszövetség (EJU) döntése alapján Budapest ad otthont a 2013-as Európa-bajnokságnak.[7]

### Május
- május 2–5. – 2013-as kanadai műugró Grand Prix-verseny.[8]
- május 3–19. – 2013-as IIHF jégkorong-világbajnokság, Finnország és Svédország.
- május 6. – A 2013-as snooker-világbajnokság zárónapja.
- május 9–12. – 2013-as Fort Lauderdale-i műugró Grand Prix-verseny.[9]
- május 11. – A Győri Audi ETO kézilabdacsapata megnyeri a 2012–2013-as női EHF-bajnokok ligáját.[10]
- május 12. – Formula–1 spanyol nagydíj, Barcelona.
- május 15. – Amszterdamban rendezik az Európa-liga döntőjét.
- május 17–19. – 2013-as San Juan-i műugró Grand Prix-verseny.[11]
- május 25. – Londonban rendezik az UEFA-bajnokok ligája döntőjét
- május 18. – A 2013-as Roland Garros nyitónapja.
- május 19. – Az IIHF jégkorong-világbajnokság döntőjében Svédország válogatottja legyőzi Svájcot.
- május 26. – Formula–1 monacói nagydíj, Monte-Carlo
- május 29–31. – 2013-as kazányi műugró Grand Prix-verseny.[12]

### Június
- június 3. – A 2013-as Roland Garros zárónapja.
- június 9. – Formula–1 kanadai nagydíj, Montréal.
- június 15. – 2013-as konföderációs kupa nyitónapja.
- június 15–30. – Franciaországban rendezik a 2013-as női kosárlabda-Európa-bajnokság.
- június 18–23. – 2013-as mű- és toronyugró-Európa-bajnokság a németországi Rostockban.[13]
- június 24. – 2013-as wimbledoni teniszbajnokság nyitónapja.
- június 21. – A 2013-as U20-as labdarúgó-világbajnokság nyitónapja. (A bajnokságnak Törökország ad otthont.)
- június 29. – Korzika szigetén kezdetét veszi a 100. jubileumi Tour de France francia kerékpárverseny, amely július 21-én ér véget, hagyományosan a párizsi Champs-Élysées-n.[14]
- június 30.
  - A 2013-as konföderációs kupa zárónapján az Olaszország végez a harmadik helyen, miután a bronzmeccs 2–2-es döntetlenjét követően 11-esekkel legyőzte Uruguayt. (A döntőben pedig Brazília Spanyolország ellen 3–0-ra győzött.)[15][16]
  - Formula–1 brit nagydíj, Silverstone.

### Július
- július 3–7. – 2013-as junior műugró-Európa-bajnokság a lengyelországi Poznańban.
- július 6–17. – 2013. évi nyári universiade az oroszországi Kazanyban.[17]
- július 7. – A 2013-as wimbledoni teniszbajnokság zárónapja.
- július 10–14. – 2013-as junior úszó-Európa-bajnokság a lengyelországi Poznańban.
- július 10–28. – 2013-as női labdarúgó-Európa-bajnokság, Svédország.
- július 13. – A 2013-as U20-as labdarúgó-világbajnokság zárónapja.
- július 14. – Formula–1 német nagydíj, Hockenheim.
- július 14–19. – A hollandiai Utrechtben rendezik meg a 12. nyári európai ifjúsági olimpiai fesztivált (EYOF), melyen nyolc sportág 75 magyar ifjúsági korú sportolója vesz részt.[18]
- július 18–21. – A 2013-as magyar evezősbajnokság.[19]
- július 19. – A 2013-as úszó-világbajnokság, a 2013-as férfi vízilabda-világbajnokság és a 2013-as női vízilabda-világbajnokság nyitónapja (Barcelona, Spanyolország).
- július 28. – Formula–1 magyar nagydíj, Mogyoród.

### Augusztus
- augusztus 4. – A 2013-as úszó-világbajnokság, 2013-as férfi vízilabda-világbajnokság, 2013-as női vízilabda-világbajnokság zárónapja a spanyolországi Barcelonában.

- augusztus 5–12. – Budapesti vívó-világbajnokság, melyen augusztus 7-én Szilágyi Áron, augusztus 8-án Szász Emese bronzérmet szerzett.[20] Augusztus 11-én pedig világbajnok lett az Imre Géza, Boczkó Gábor, Rédli András és Szényi Péter alkotta magyar férfi párbajtőrcsapat.[21]
- augusztus 10–18. – 2013-as atlétikai világbajnokság, Moszkva, Oroszország, melyen augusztus 12-én Pars Krisztián ezüstérmet szerzett férfi kalapácsvetésben.[22]
- augusztus 11–25. – Magyarország rendezi a 2013-as ifjúsági kézilabda-világbajnokságot Budaörsön és Érden.[23]
- augusztus 11 – szeptember 2. – 2013-as sakkvilágkupa, Tromsø (Norvégia)
- augusztus 19–28. között rendezik meg a tajvani Kaohsziungban a 2013-as öttusa-világbajnokságot.
- augusztus 25. – Formula–1 belga nagydíj, Spa.
- augusztus 27. – A 2013-as US Open nyitónapja.
- augusztus 30.
  - 2013-as UEFA-szuperkupa Prágában.
  - A 2013-as magyar mű- és toronyugró-bajnokság nyitónapja.[24]

### Szeptember
- szeptember 1. – A 2013-as magyar mű- és toronyugró-bajnokság zárónapja.[24]
- szeptember 4–22. – 2013-as férfi kosárlabda-Európa-bajnokság, Szlovénia.
- szeptember 6–14. – 2013-as női röplabda-Európa-bajnokság, Németország, Svájc.
- szeptember 8. – Formula–1 olasz nagydíj, Monza.
- szeptember 9. – A 2013-as US Open zárónapja.
- szeptember 16–22. – Magyarország rendezi a 2013-as birkózó-világbajnokságot.[25]
- szeptember 20–29. – 2013-as férfi röplabda-Európa-bajnokság, Lengyelország, Dánia.
- szeptember 22. – Formula–1 szingapúri nagydíj, Szingapúr.

### Október
- október 6. – Formula–1 koreai nagydíj, South Jeolla.
- október 11. – Történetének legnagyobb, 8–1-es vereségét szenvedi el a magyar labdarúgó-válogatott Amszterdamban a hollandok elleni világbajnoki selejtezőn.[26]
- október 13. – Formula–1 japán nagydíj, Szuzuka.
- október 17. – A 2013-as U17-es labdarúgó-világbajnokság nyitónapja az Egyesült Arab Emírségekben.
- október 27. – Formula–1 indiai nagydíj, Greater Noida.

### November
- november 3. – Formula–1 abu-dzabi nagydíj, Abu-Dzabi.
- november 7. – Kárpáti György háromszoros olimpiai bajnok vízilabdázó kapja a Nemzet Sportolója címet és az azzal járó életjáradékot.[27] (A hely Gyarmati Dezső augusztusi halálával üresedett meg.)[28]
- november 8. – A 2013-as U17-es labdarúgó-világbajnokság zárónapja.
- november 17. – Formula–1 amerikai nagydíj, Austin, Texas.
- november 24. – Formula–1 brazil nagydíj, São Paulo, a világbajnokság utolsó futama.
- november 28. – A brazil fővárosban kezdetét veszi a 2013. évi gymnasiade. (A versenyen 37 ország sportolói vettek részt.)[29]

### December
- december 4. – A középiskolások világjátékának záró napja, ahol a magyar sportolók – tizenkét arany-, hét ezüst- és három bronzéremmel – az összesített éremtáblázat negyedik helyén végeznek.[29]
- december 7–22. – 2013-as női kézilabda-világbajnokság, Szerbia
- december 11–21.
  - 2013-as FIFA-klubvilágbajnokság, Marokkó
  - 2013. évi téli universiade az olaszországi Trentóban.
- december 12–15. – A dániai Herning ad otthont a rövid pályás úszó-Európa-bajnokságnak.[30]
- december 12. – A herningi rövid pályás úszó-Európa-bajnokságon:
  - A 200 méteres vegyesúszás döntőjében Hosszú Katinka két testhossznyi előnnyel, 2:04,33 perces Európa-bajnoki csúccsal aranyérmet szerez, míg Verrasztó Evelyn a 6. helyen zár.[31]
  - Bernek Péter a második helyen zár 200 méteres hátúszásban. (Az aranyérem a lengyel Radosław Kawęckié lett.)[31]
  - Hosszú Katinka a 200 méteres pillangóúszásban negyedikként végez 2:05,39-dal, míg Szilágyi Liliána az ötödik helyen végez 2:05,44-dal. (Az aranyérmet a spanyol Mireia Belmonte García nyerte meg 2:01,52-es Európa-rekorddal.)[32]
  - Verrasztó Dávid a 7., míg Cseh László a 10. helyen zárja a 200 méteres férfi vegyesúszás döntőjét. (Az aranyérmet a német Philip Heintz szerezte meg.)[33]
  - Az elődöntőből ötödikként a fináléba jutó Kozma Dominik a 9. helyen ér célba az 50 méteres férfi gyorsúszás döntőjében, míg Takács Krisztián nem jut tovább az elődöntőből. (Az aranyérmet az orosz Vlagyimir Morozov szerezte meg.)[34]
  - A Hosszú Katinka, Dara Eszter, Mutina Ágnes, Verrasztó Evelyn összeállítású 4 x 50 méteres magyar gyorsváltó a nyolcadik helyen végez 1:40,09 perces időeredménnyel.[31]
  - A 100 méteres pillangóúszás elődöntőjéből Pulai Bence az 52,39-es idejével nem jut tovább a döntőbe.[31]
  - A 100 méteres női hátúszás elődöntőben Joó Sára a 16. helyen zár.[31]
- december 13. – A herningi rövid pályás úszó-Európa-bajnokságon:
  - Az 50 méteres férfi hátúszásban Balog Gábor a 42., az 50 méteres nő pillangón Novoszáth Melinda a 37., 200 m mellen Sztankovics Anna a 22., ugyanitt Sebestyén Dalma a 37., 100 m gyorson Takács Krisztián a 46., míg Földházi Dávid az 54. helyen végez.[35]
  - A Cseh László, Horváth Dávid, Hosszú Katinka, Verrasztó Evelyn összeállítású 4 x 50 méteres vegyes vegyes váltó a 8. helyen jut a fináléba, ahol 1:39,86-dal a hatodik helyen ér célba. (A döntőben Horváthot Gyurta Dániel váltotta a csapatban.)[36]
  - Szilágyi Liliána a nők 50 méteres pillangóúszásában 26,59-ces egyéni csúccsal kilencedik helyen végez futamában, ami kevésnek bizonyul a továbbjutáshoz.[36]
  - Az 50 méteres férfi hátúszás elődöntőjének első futamában Bernek Péter 24,52 másodperccel nyolcadik helyen végez, így nem jut be a döntőbe.[36]
  - Verrasztó Dávid aranyérmet nyer a 400 méteres férfi vegyesúszás fináléjában.[36]
  - A 100 méteres férfi mellúszás döntőjét – 57,08-es időeredménnyel – Gyurta Dániel nyeri.[37]
- december 14.
  - A herningi rövid pályás úszó-Európa-bajnokságon:
    - Férfi 100 méter gyorson Kozma Dominik a hetedik helyet harcolja ki magának a döntőben, 47,51 másodperc alatt érve célba.[38]
    - A 100 méteres férfi hátúszás elődöntőjében Bernek Péter 52,27 másodperces idővel ér célba, így nem sikerül kiharcolnia a továbbjutást a fináléba. (Összesítésben a 16. lett.)[38]
    - Gyurta Gergely elsőként ér célba az 1500 méteres férfi gyors fináléjában, míg Kis Gergő a negyedik helyen végez.[38]
    - A 100 méteres férfi vegyes elődöntőjéből Földházi Dávid nem jut tovább a fináléba.[38]
    - Hosszú Katinka ezüstérmet szerez a női 100 méter vegyes döntőjében, míg Verrasztó Evelyn a hatodik helyen zár.[39]
    - Cseh László a negyedik, Biczó Bence a hetedik helyen végez a 200 méter pillangó döntőjében.[40]
    - Hosszú Katinka az 50 méteres hátúszás döntőjében a tizedik helyen végez 27,49 másodperces idejével.[38]

  - A XVI. téli universiadén:
    - A gyorskorcsolya versenyeken Szöllősi Szabolcs 500 méteren, összetettben a 19. helyen végez, míg a nőknél Orosz Beáta 3000 méteren a 20-ként zár.[41]
- december 15.
  - A herningi rövid pályás úszó-Európa-bajnokságon:
    - Nem jut tovább 50 méter gyorson Dara Eszter (25,26 mp – 27. hely) és Novoszáth Melinda (26,11 – 50. hely), 50 méter pillangón Pulai Bence (23,94 – 32. hely), 400 méter vegyesen Farkas Adél (4:42,22 – 18. hely) és Sebestyén Dalma (4:47,84 – 26. hely), 200 méter mellen Horváth Dávid (2:07,80 – 17. hely) és Földházi Dávid (2:11,81 – 30. hely), 200 méter gyorson Mutina Ágnes (1:57,46 – 13. hely) és Novoszáth (1:59,47 – 24. hely), illetve ez utóbbi számban a férfiaknál Dudás Dániel (1:47,43 – 34. hely) és Rákos Patrik (1:47,89 – 44. hely), 200 méter háton pedig Joó Sára (2:12,52 – 18. hely).[42]
    - A staféták vetélkedésében a magyar csapat – Dara (pillangó), Sztankovics Anna (mell), Joó (hát), Mutina (gyors) összetételben – 1:53,12 perccel 13-ikként végez, és ezzel nem jut döntőbe a 4 x 50 méteres női vegyes váltóban.[42]
    - Hosszú Katinka a második helyen végez a női 400 méteres vegyes fináléjában.[43]
    - Gyurta Dániel megnyeri a férfi 200 méteres mellúszó szám döntőjét, míg Verrasztó Dávid a 10. helyen végez. (A brit Michael Jamieson az ezüst-, a német Marco Koch pedig a bronzérmet söpörhette be.)[44]
    - Férfi 200 méter gyors futamában bronzérmet nyer Kozma Dominik, miután az olasz Filippo Magninivel holtversenyben harmadikként csap célba.[45]
    - Hosszú Katinka harmadik hellyel zárja az Eb-t, miután női 200 méter háton nyert bronzérmet. (Az élen az ukrán Darina Zevina zárt, a második a cseh Simona Baumrtová lett.)[46]

  - A XVI. téli universiadén:
    - A tizedik helyen zárja a jégtánc versenyt a Turóczi Dóra, Major Balázs páros. (A versenyt francia Carron Pernelle, Jones Lloyd kettős nyerte meg.)[41]
    - Nagy Konrád a 6. helyen végez a rövidpályás gyorskorcsolya 1500 méteres távján, míg Orosz Beáta 500 méteren a 24. helyen zár.[47]
- december 16. – A XVI. téli universiadén Berecz Anna szuperóriás-műlesiklásban a 24. helyen ér célba.[47]
- december 18. – A XVI. téli universiadén Heidum Bernadett a második helyen zár a rövidpályás gyorskorcsolyázók 1500 méteres versenyszámában, Keszler Andrea ugyanezen a távon hetedikként ér célba.[48]
- december 20. – A XVI. téli universiadén:
  - Aranyérmet nyer a Béres Bence, Burján Csaba, Knoch Viktor, Oláh Bence összeállítású magyar férfi rövidpályás gyorskorcsolyaváltó az 5000 méteres távon.[49]
  - A Heidum Bernadett, Keszler Andrea, Kónya Zsófia, Lajtos Szandra alkotta magyar női rövidpályás gyorskorcsolyaváltó 3000 méteresn bronzérmet szerez a dél-koreaiak és az oroszok mögött, valamint a kínaiak előtt célba érve.[49]
  - A rövidpályás gyorskorcsolyázók 1000 méteres távján a férfiaknál Knoch Viktor a hetedik, a nőknél Kónya Andrea a nyolcadik helyen ér célba.[49]

## Halálozások
- január 2.
  - Rudolf Szanwald, osztrák válogatott labdarúgókapus (* 1931)
  - Ladislao Mazurkiewicz, uruguayi válogatott labdarúgó (* 1945)
- január 3. – Burry Stander, olimpiai 5. helyezett dél-afrikai hegyikerékpár-versenyző (* 1987)
- január 5.
  - Pierre Cogan, francia országútikerékpár-versenyző (* 1914)
  - Baranyai Lajos, magyar kosárlabdázó (Honvéd), edző (* 1929)
- január 7. – Dunszt Ferenc, a kecskeméti röplabdázás alapítója, a magyar röplabdasport meghatározó alakja (* 1940)
- január 13. – Andrea Carrea, olasz kerékpárversenyző (* 1924)
- január 15.
  - John Thomas, olimpiai ezüstérmes amerikai magasugró (* 1942)
  - Billy Varga, magyar származású amerikai birkózó és színész (* 1919)
- január 16.
  - Noé Hernández, olimpiai ezüstérmes mexikói gyalogló (* 1978)
  - Samson Kimobwa, kenyai hosszútávfutó, egykori 10 000 méteres világcsúcstartó (* 1955)
  - Jevdokija Pantyelejevna Meksilo, olimpiai bajnok szovjet sífutó (1964) (* 1931)
- január 18. – Sean Fallon, ír válogatott labdarúgó (* 1922)
- január 19. – Stan Musial, World Series-bajnok amerikai baseballjátékos, National Baseball Hall of Fame and Museum tag († 1920)
- január 21.
  - Riccardo Garrone, a Sampdoria labdarúgócsapat elnöke (* 1936)
  - Kanyó Antal, háromszoros magyar bajnok kézilabdázó, edző (* 1960)
- január 23. – Jacques Grimonpon, francia válogatott labdarúgó (* 1925)
- január 24. – Nyers László, Európa-bajnoki bronzérmes magyar birkózó (* 1934)
- január 28. – Ladislav Pavlovič, Európa-bajnoki bronzérmes szlovák labdarúgó (* 1926)
- január 30. – Reg Jenkins, angol labdarúgó (* 1938)
- január 31. – Tyimir Alekszejevics Pinyegin, olimpiai bajnok szovjet vitorlázó (* 1927)
- február 1. – Vladimir Jengibarján, olimpiai bajnok szovjet-örmény ökölvívó (* 1933)
- február 3. – Zlatko Papec, olimpiai ezüstérmes (1956) jugoszláv válogatott, horvát labdarúgó (* 1934)
- február 8. – William Smith, kétszeres olimpiai bajnok amerikai úszó (* 1924)
- február 10. – Csuang Cö-tung, világbajnok kínai asztaliteniszező (* 1941)
- február 12. – Frank Seator, libériai válogatott labdarúgó (Pécsi MFC, Videoton) (* 1975)
- február 13. – Zsíros Tibor, Európa-bajnok kosárlabdázó, edző, játékvezető, sportvezető (* 1930)
- február 14. – Zdeněk Zikán, csehszlovák válogatott cseh labdarúgó (* 1931)
- február 20. – Antonio Roma, argentin válogatott labdarúgó, kapus (* 1932)
- február 28. – Jean Van Steen, belga válogatott labdarúgó-középpályás ( 1929)
- március 20. – Stefano Simoncelli, olimpiai ezüstérmes olasz tőrvívó, sportvezető (* 1946)
- március 26. – Jurij Vasziljevics Rudov, szovjet színekben olimpiai és világbajnok orosz tőrvívó, edző (* 1931)
- június 16. – Josip Kuže, horvát labdarúgó, edző, szüvetségi kapitány (* 1952)
- június 26. – Antonio Jasso, mexikói válogatott labdarúgó, csatár (* 1935)
- június 30. – Luc Van Hoywegen, belga válogatott labdarúgócsatár (* 1929)
- július 27. – Santiago Santamaría, argentin válogatott labdarúgó (* 1952)
- augusztus 2. – Alla Kusnyir, szovjet, izraeli női sakkozó, női nemzetközi nagymester, archeológus, numizmatikus, professzor (* 1941)
- augusztus 7. – Olekszandr Hennagyijovics Jahubkin, szovjet színekben világ- és Európa-bajnok ukrán amatőr ökölvívó (* 1961)
- augusztus 13.
  - Alfonso Lara, chilei válogatott labdarúgó (* 1946)
  - Jean Vincent, francia válogatott labdarúgó, csatár, edző (* 1930)
- szeptember 10. – Gurics György, világbajnok birkózó, edző (* 1929)
- szeptember 20. – Ernest Schultz, francia válogatott labdarúgó, edző (* 1931)
- szeptember 29. – Bob Kurland, olimpiai bajnok amerikai kosárlabdázó, Naismith Memorial Basketball Hall of Fame-tag és National Collegiate Basketball Hall of Fame-tag (* 1924)
- október 18. – Allan Stanley, Stanely-kupa-győztes kanadai jégkorongozó, Hockey Hall of Fame-tag (* 1926)
- október 27. – Gyarmati Olga, olimpiai bajnok atléta (* 1924)
- december 7. – Jacob Matlala, négyszeres világbajnok dél-afrikai profi ökölvívó (* 1962)
- december 18. – Kun Zita, magyar atléta (* 2000)